# Rob Grant
Robert Grant (zkráceně Rob Grant, narozen v Salfordu, Anglie) je britský komediální autor a televizní producent. Spolu s Dougem Naylorem vytvořil scénář kultovního sci-fi seriálu Červený trpaslík.
Grant a Naylor spolupracovali také během rozhlasových programů „Cliché“ a jeho pokračování „Son of Cliché“, dále při televizních pořadech „Spitting Image“, „The 10 Percenters“ a při různých projektech pro britského komika Jaspera Carrotta.

## Červený trpaslík
Seriál Červený trpaslík vznikl ze sketche Dave Hollins: Space Cadet z pořadu „Son of Cliché“. Rob Grant se krátce mihl v epizodě „Pozpátku“ v roli muže, jenž kouří přibývající cigaretu.
V polovině devadesátých let po šesti sériích Rob Grant opouští seriál.
Poté napsal dvě televizní série „The Strangerers“ a „Dark Ages“ a 4 romány.

## Dílo

### Samostatně
- Červený trpaslík 4: Pozpátku – v závěrečném čtvrtém dílu knižní série Červený trpaslík Dave Lister konečně nalezl, po čem dlouhou dobu pátral – Zemi. Ale má to jeden háček, čas zde plyne pozpátku. Zdá se, že jej tady čeká velmi bizarní konec, pokud se neobjeví kamarádi, aby jej zachránili.
- Kolonie (2000), angl. Colony
- Neschopnost: Zlo je nové dobro (2003), angl. Incompetence – humorný román z blízké budoucnosti, v níž se Evropa sloučila do Spojených států evropských a kde je neschopnost vyžadována. Po stopách naopak velmi schopného vraha se vydává jistý detektiv…
- Špeky (2006), angl. Fat – satirický román popisuje, jak společnost a média pohlíží na obezitu

### Společně s Dougem Naylorem
- Červený trpaslík 1: Nekonečno vítá ohleduplné řidiče
- Červený trpaslík 2: Lepší než život
- Primordial Soup (1993) – knižní kolekce scénářů TV Show Červený trpaslík
- Son Of Soup (1996) – další kolekce scénářů
- Scenes From The Dwarf (1996)